# Ахпюр Сероб
Ахпюр Сероб (вірм. Սերոբ Աղբյուր, Сероб Варданян (вірм. Սերոբ Վարդանյան, також відомий як Сероб Паша (1864 — 1 листопада 1899) — найбільш видатний представник вірменського федаінского руху 1890-х років.

## Біографія
Народився в селі Сохорд округу Хлат Бітліського вилайету (Турецька Вірменія). 
У 1891 році в зіткненні з двома курдами вбив одного з них, через що втік до Константинополя, потім — до Румунії. Приєднався до дашнаків. 
У кінці 1895 року з групою з 27 осіб повернувся в Хлат і почав збройну боротьбу проти турків. Організував у вірменських селах партійні комітети і самооборону з семи бойових загонів, успішно захищаючи вірменські села в ході різанини, що відбулася в 1896 році (бої біля сіл Тегут і Сохорд). Прославився, як захисник селян, які дали йому прізвисько «Ахпюр Сероб» («Джерело Сероб»), склали про нього численні пісні і приказку: «Бог — на небі, Сероб — на землі». Здобув ряд перемог над курдськими формуваннями і висиланими проти нього регулярними військами (у Шамірані, Джргорі, Согорді, Нембуті, Сасуні, Хатвіні). Разом з ним брала участь в боях і його дружина Сосе Майріґ. Турки кілька разів оточували будинки, в яких знаходився Сероб, однак йому завжди вдавалося вириватися і йти від переслідувань. Після битви із кинутими проти нього турецькими силами під Бабшеном 20 жовтня 1898 року Сероб був змушений покинути Хлат і піти в Сасун. 
Незабаром в селі Геліегузан Сероб був обложений турецьким батальйоном. Він вирвався, втративши в бою двох братів і сина Акопа; Сосе Майрік була поранена і потрапила в полон. 1 листопада 1899 року Ахпюр Сероб був отруєний зрадниками-вірменами за намовою місцевого правителя, курдського аги Башира Халіла, який отримав за це орден від султана. Незабаром після цього вбивць вистежив і знищив Геворк Чауш, а Башира Халіла вбив Андранік, що відіслав знятий з убитого орден в бюро партії в Женеві.